# 2014年金砖国家峰会
2014年金砖国家峰会是金砖国家第六届外交会议，主要是巴西、俄罗斯、印度、中华人民共和国和南非等新兴经济体。巴西是峰会五年一轮回的首个主办国。主办城市为福塔莱萨。尽管巴西曾于2010年4月举办金砖四国领导人峰会，但举办金砖国家峰会尚属首次。南非在2010年巴西利亚金砖国家峰会中是受邀嘉宾，是2010年12月正式成为该组织成员的前兆。本届峰会的重点是新开发银行正式宣告成立。

## 与会领导人

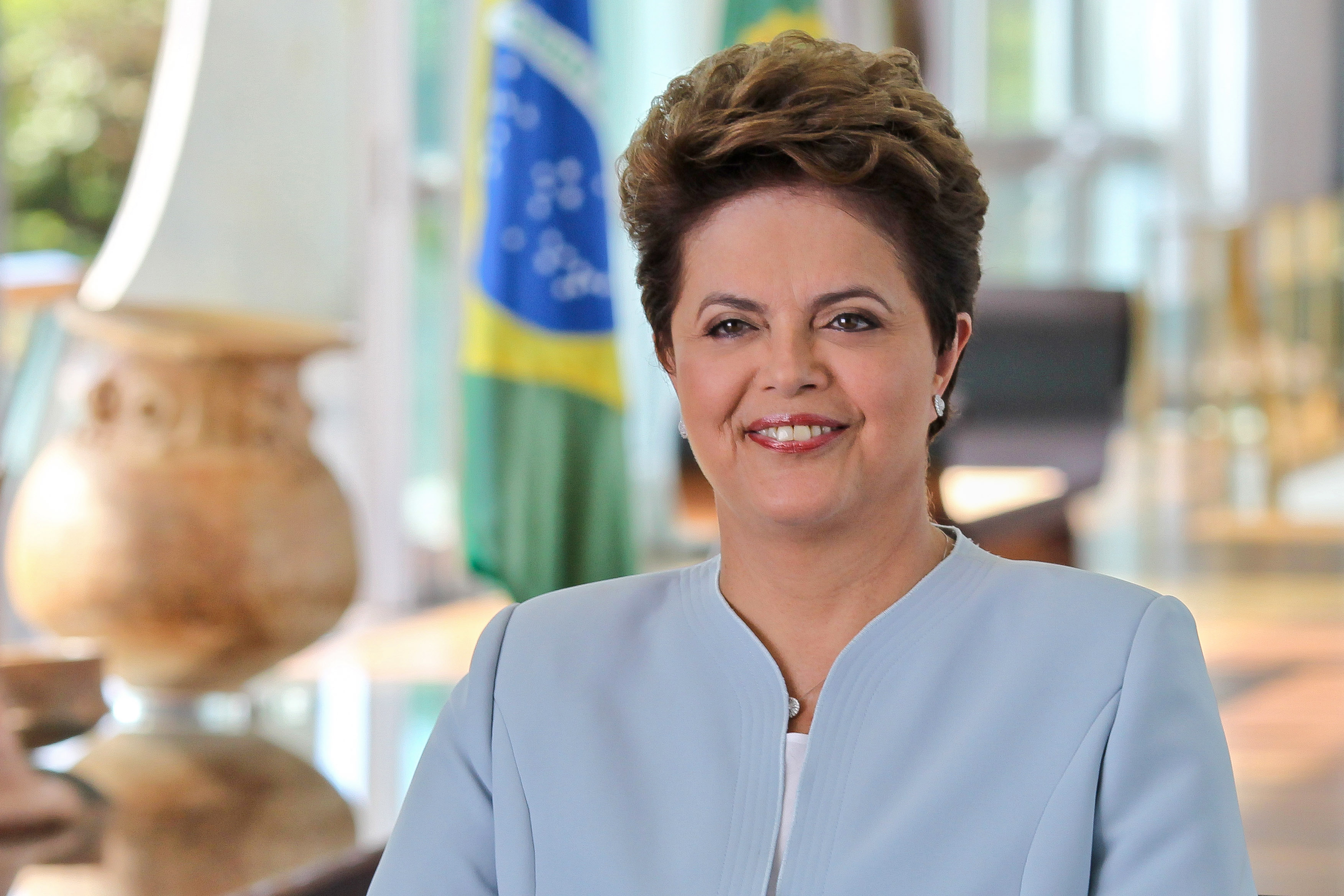
Brazil 迪尔玛·罗塞夫，总统
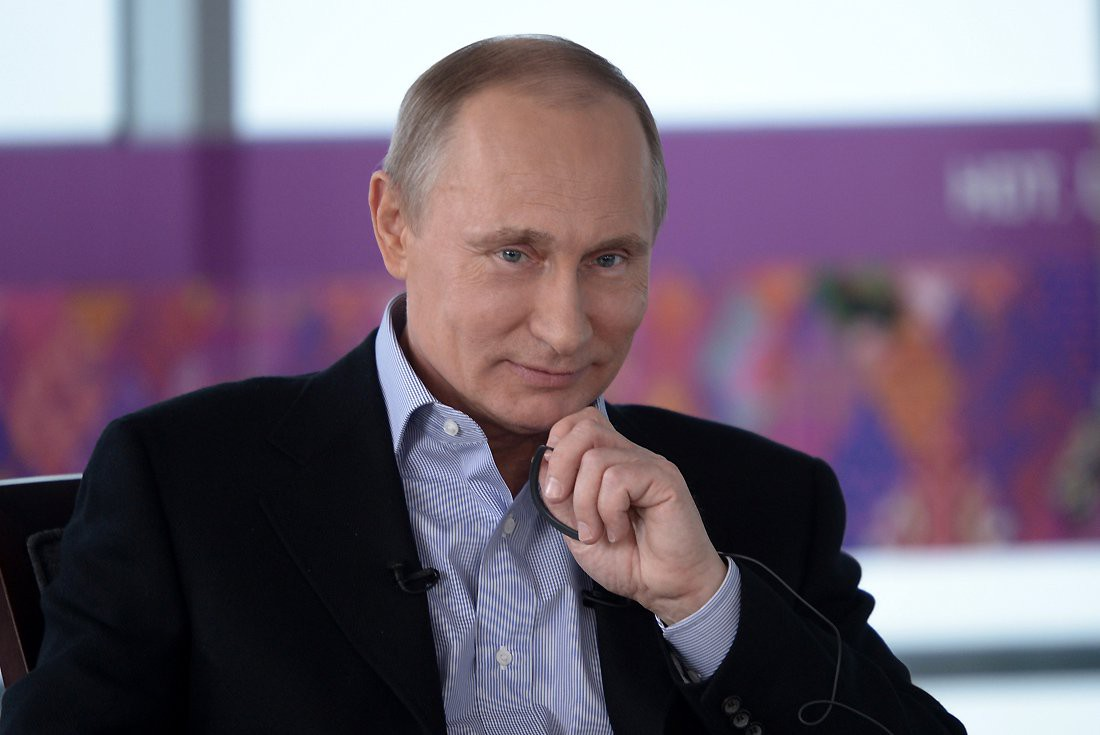
Russia 弗拉基米尔·普京，总统
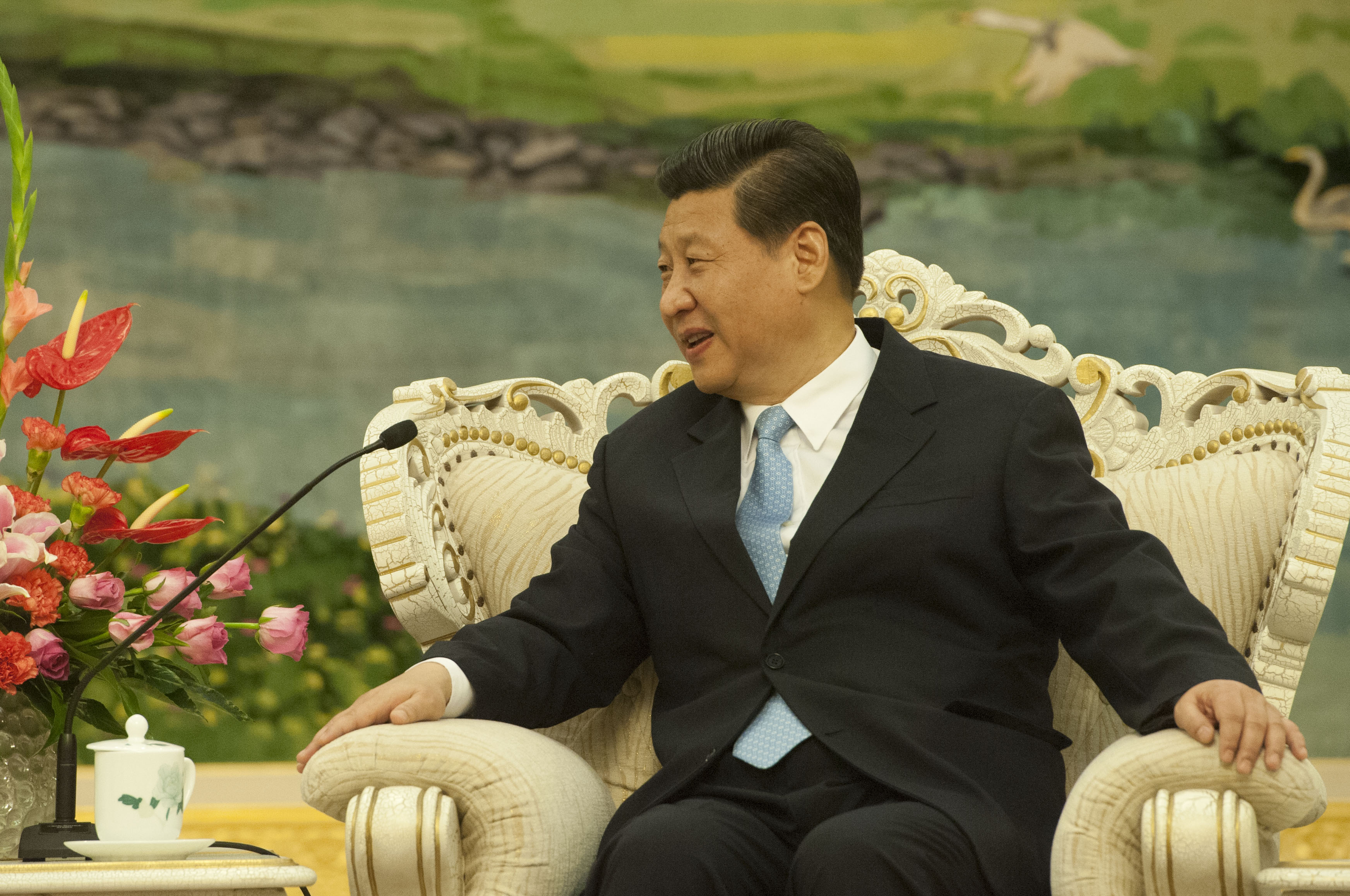
China 习近平，主席
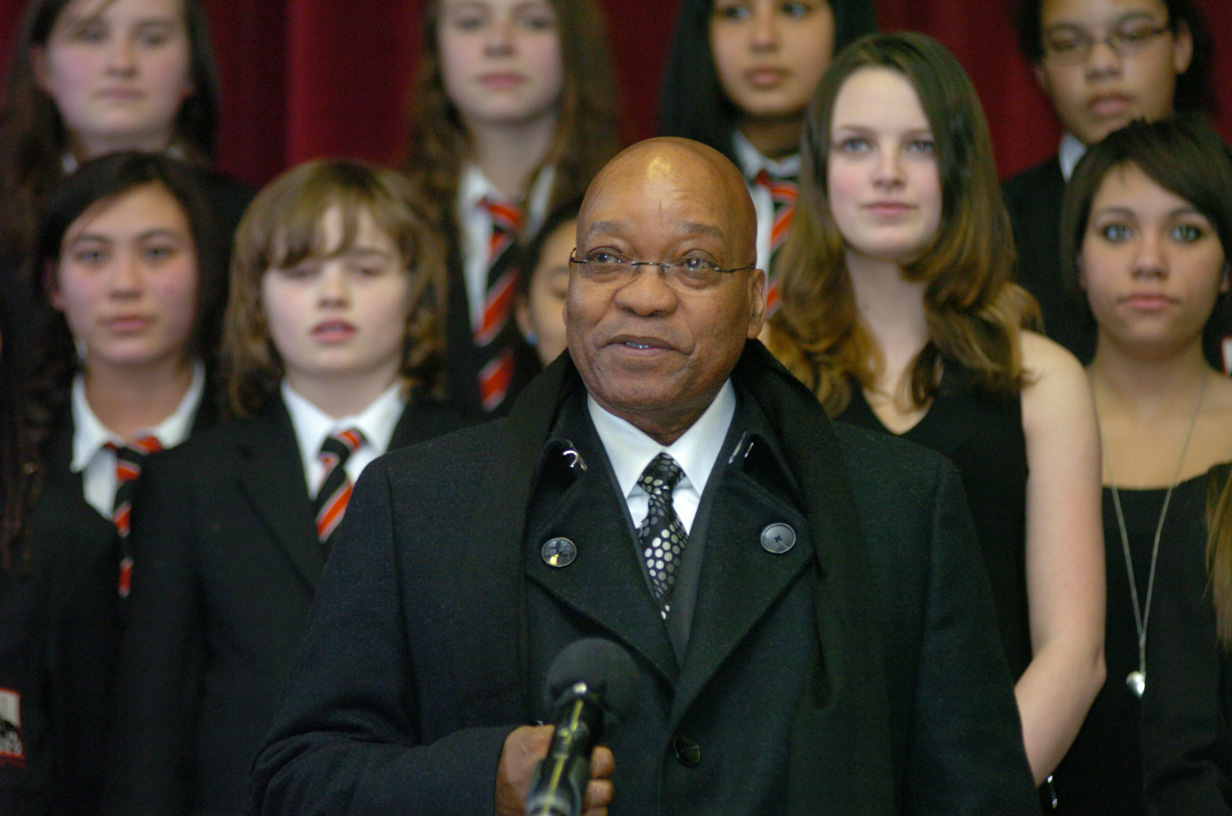
South Africa 雅各布·祖马, 总统

- 巴西
迪尔玛·罗塞夫，总统[4]
- 俄羅斯
弗拉基米尔·普京，总统[4][5]
- 中國
习近平，主席[4][6]
- 南非
雅各布·祖马, 总统[4]

嘉宾

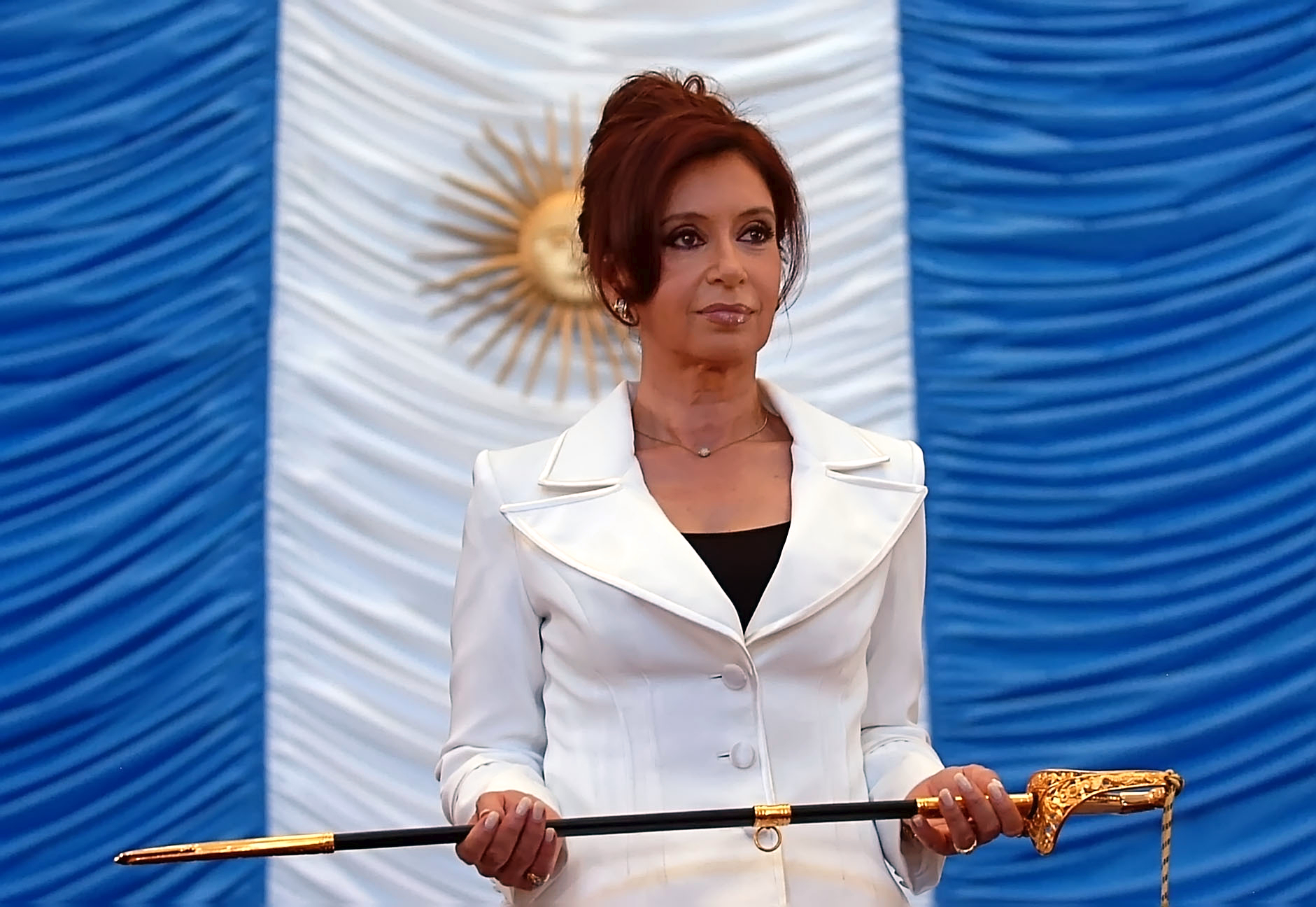
阿根廷 克里斯蒂娜·费尔南德斯·基什内尔，总统
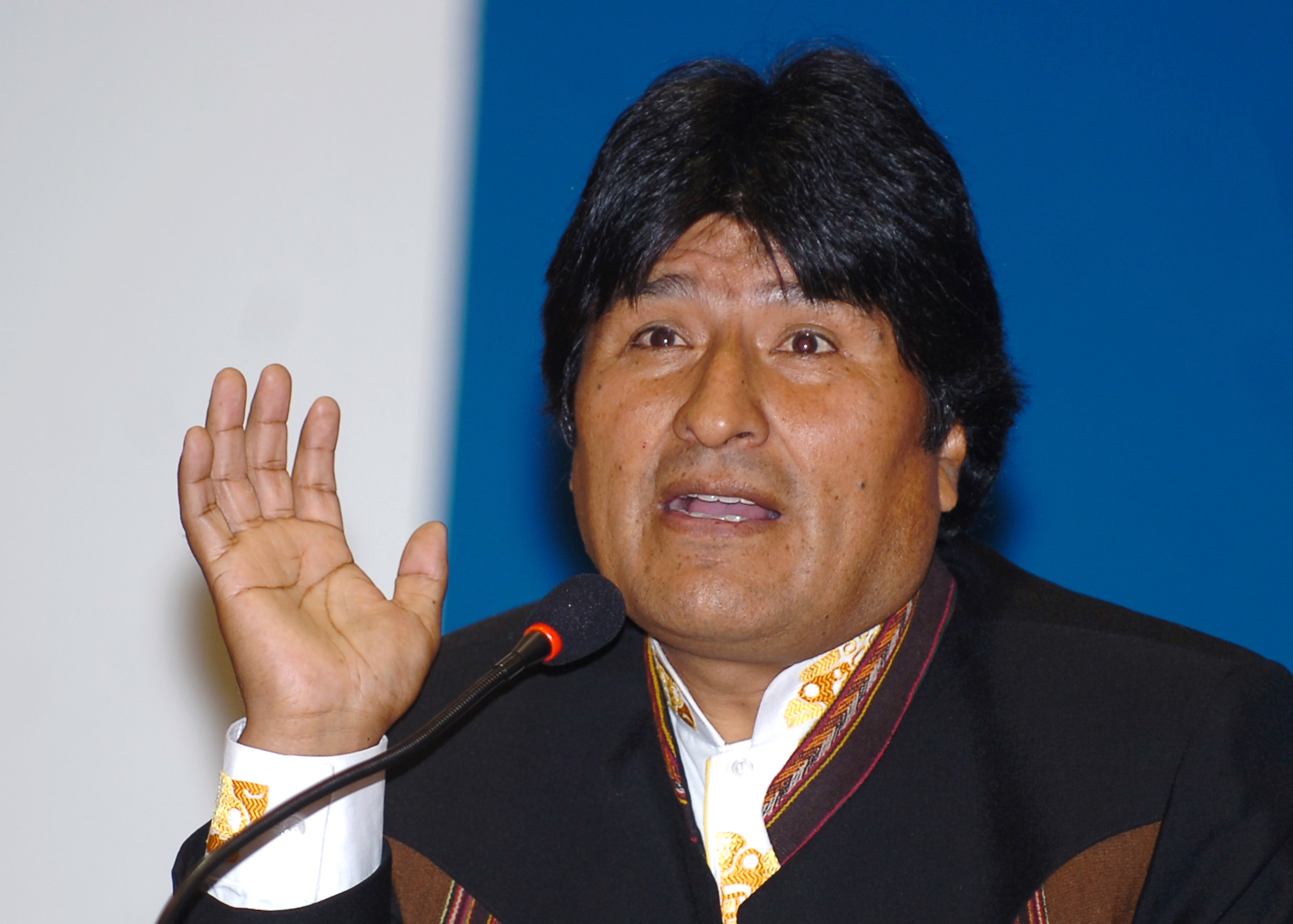
玻利维亚 埃沃·莫拉莱斯，总统
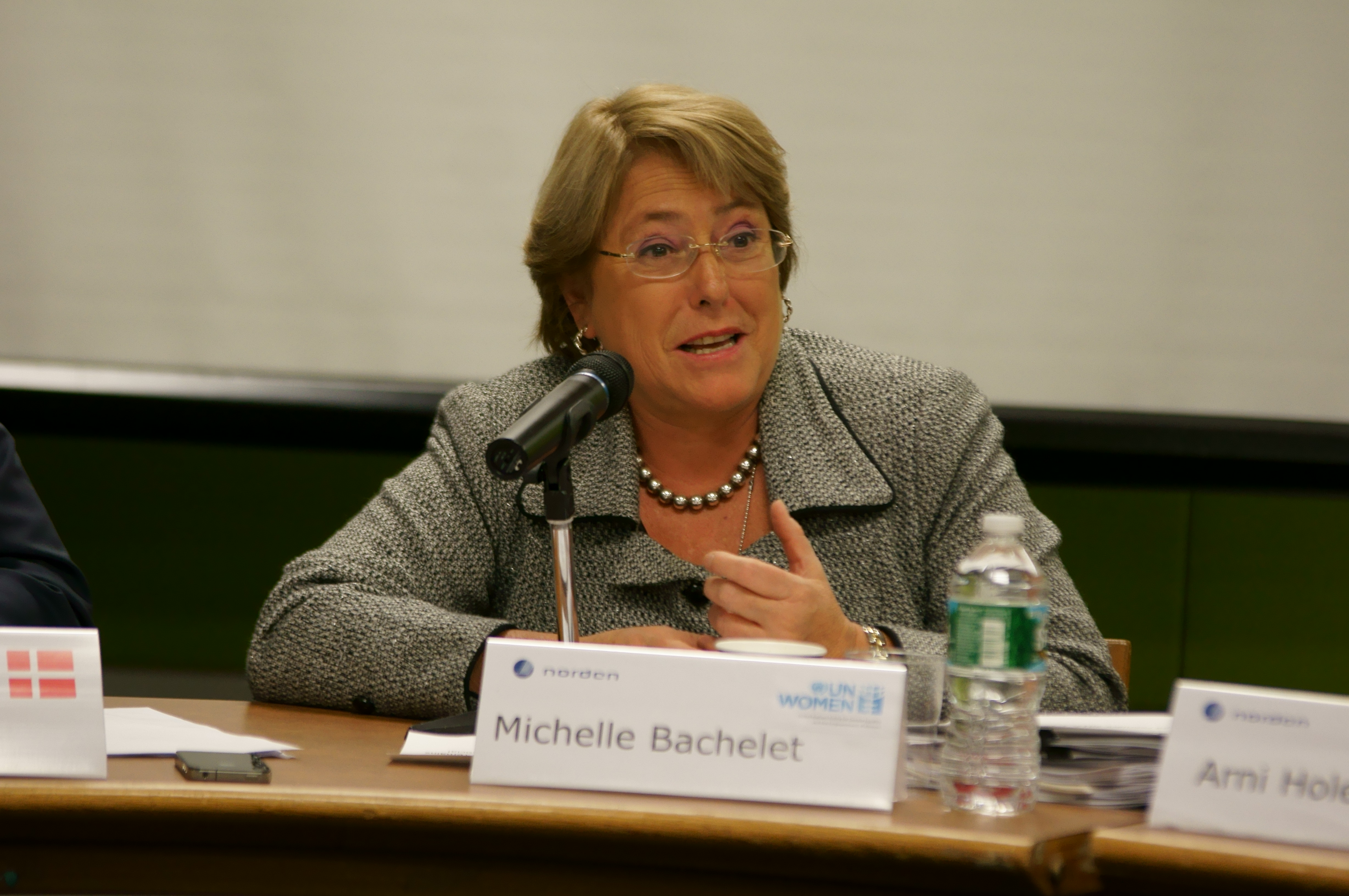
智利 米歇尔·巴切莱特, 总统
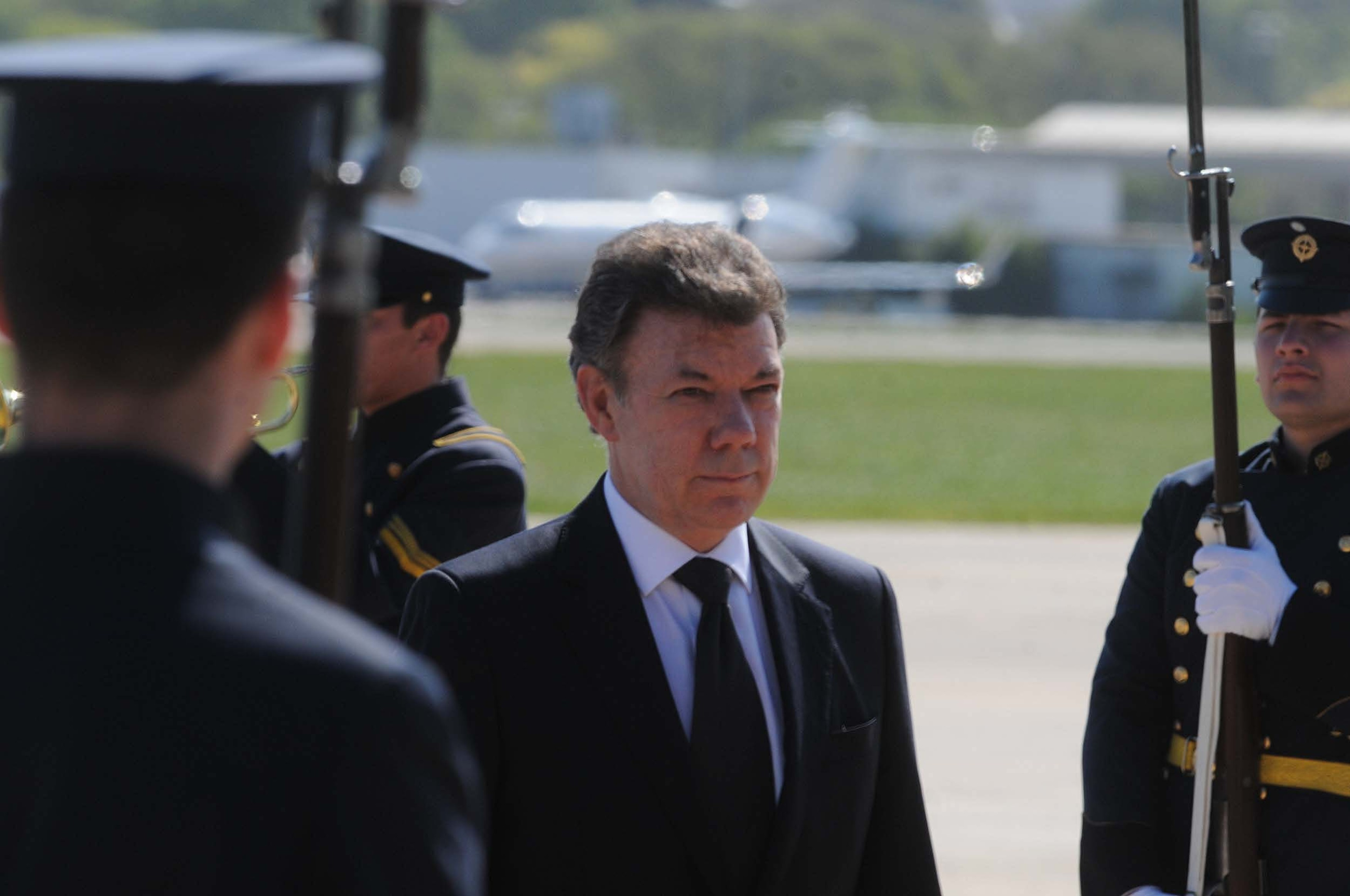
哥伦比亚 胡安·曼努埃尔·桑托斯，总统
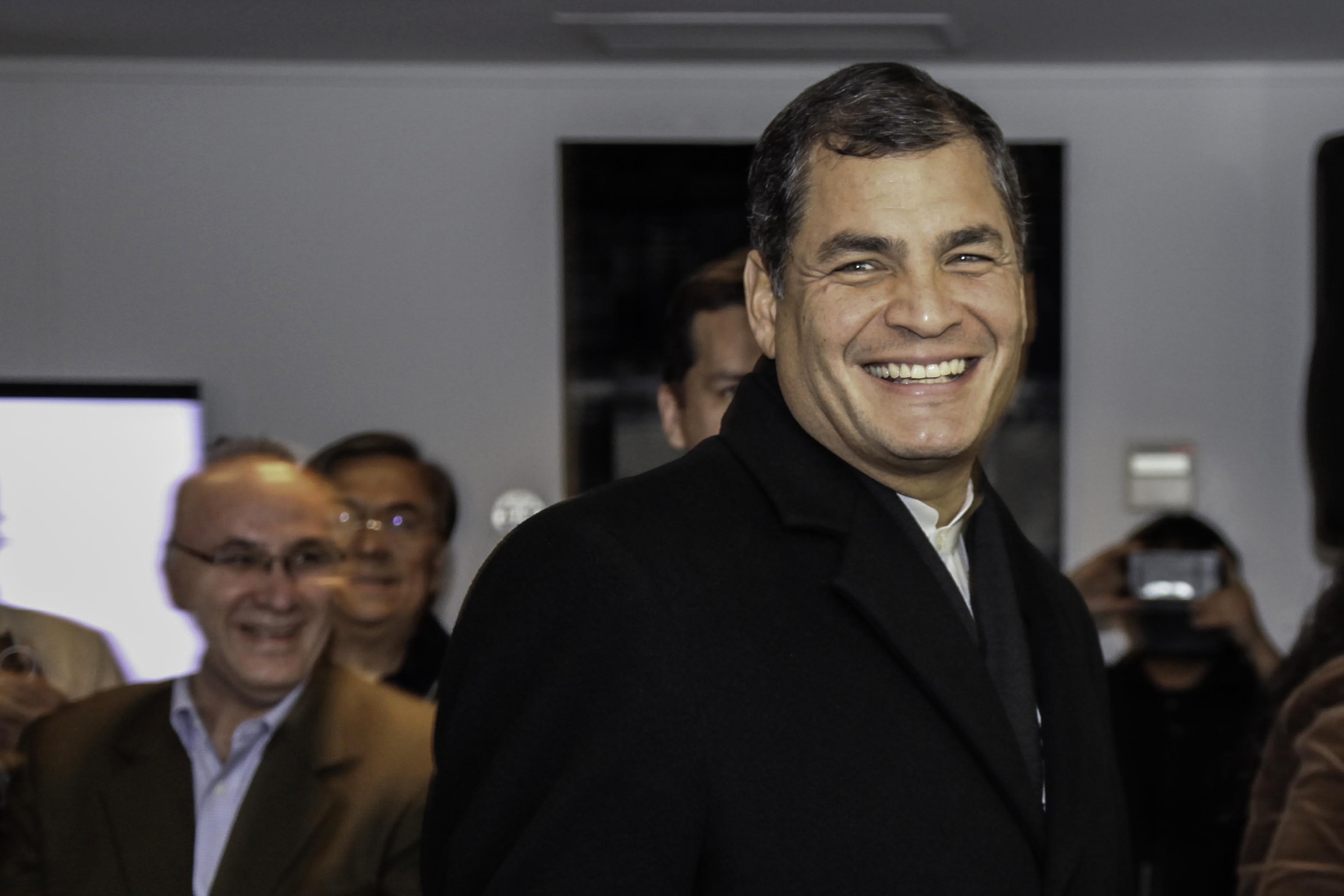
拉斐尔·科雷亚，总统
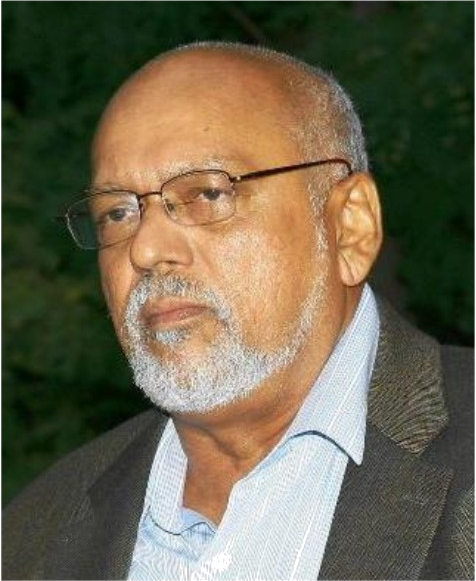
唐纳德·拉莫塔，总统
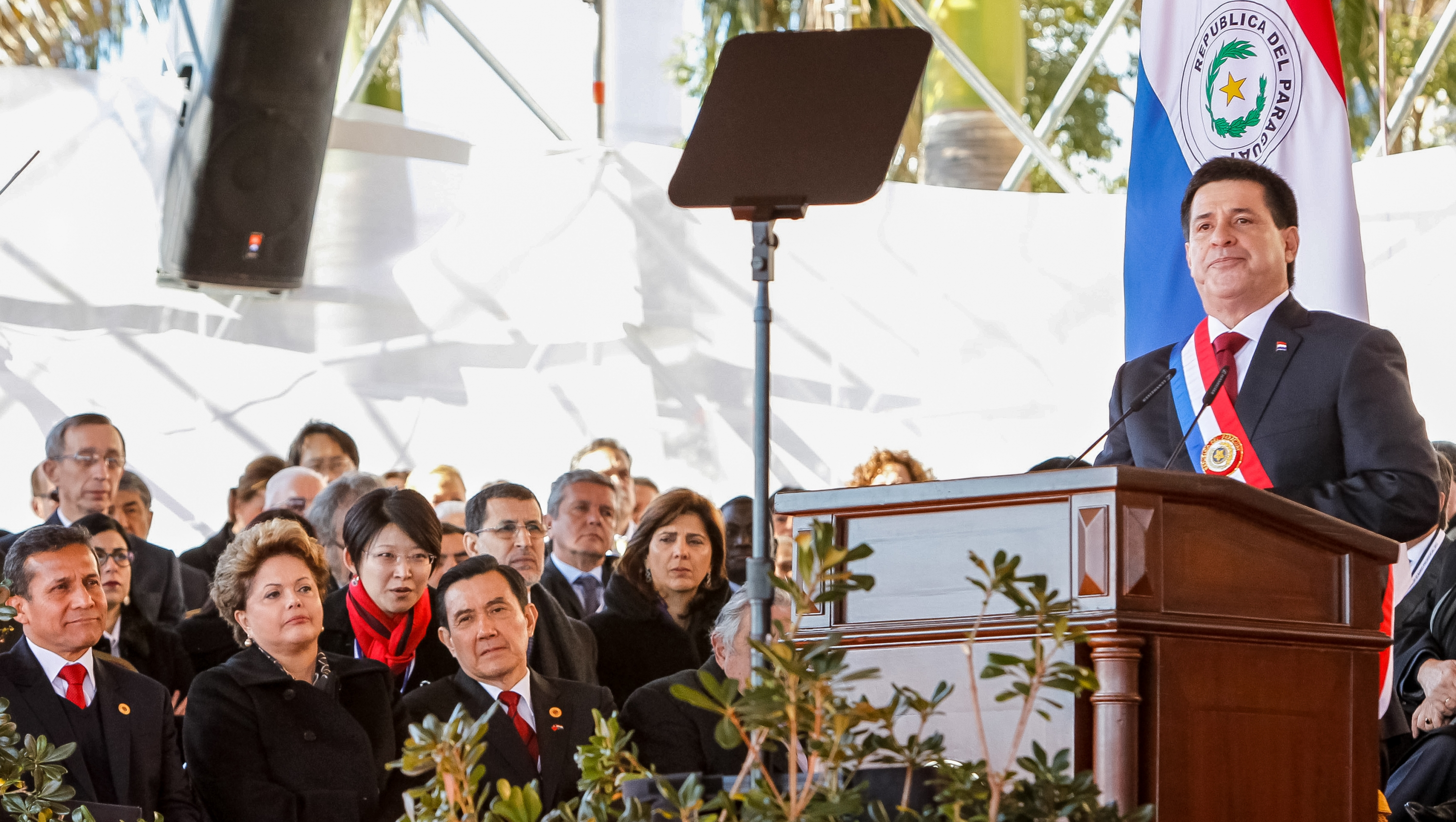
巴拉圭 奥拉西奥·卡特斯，总统
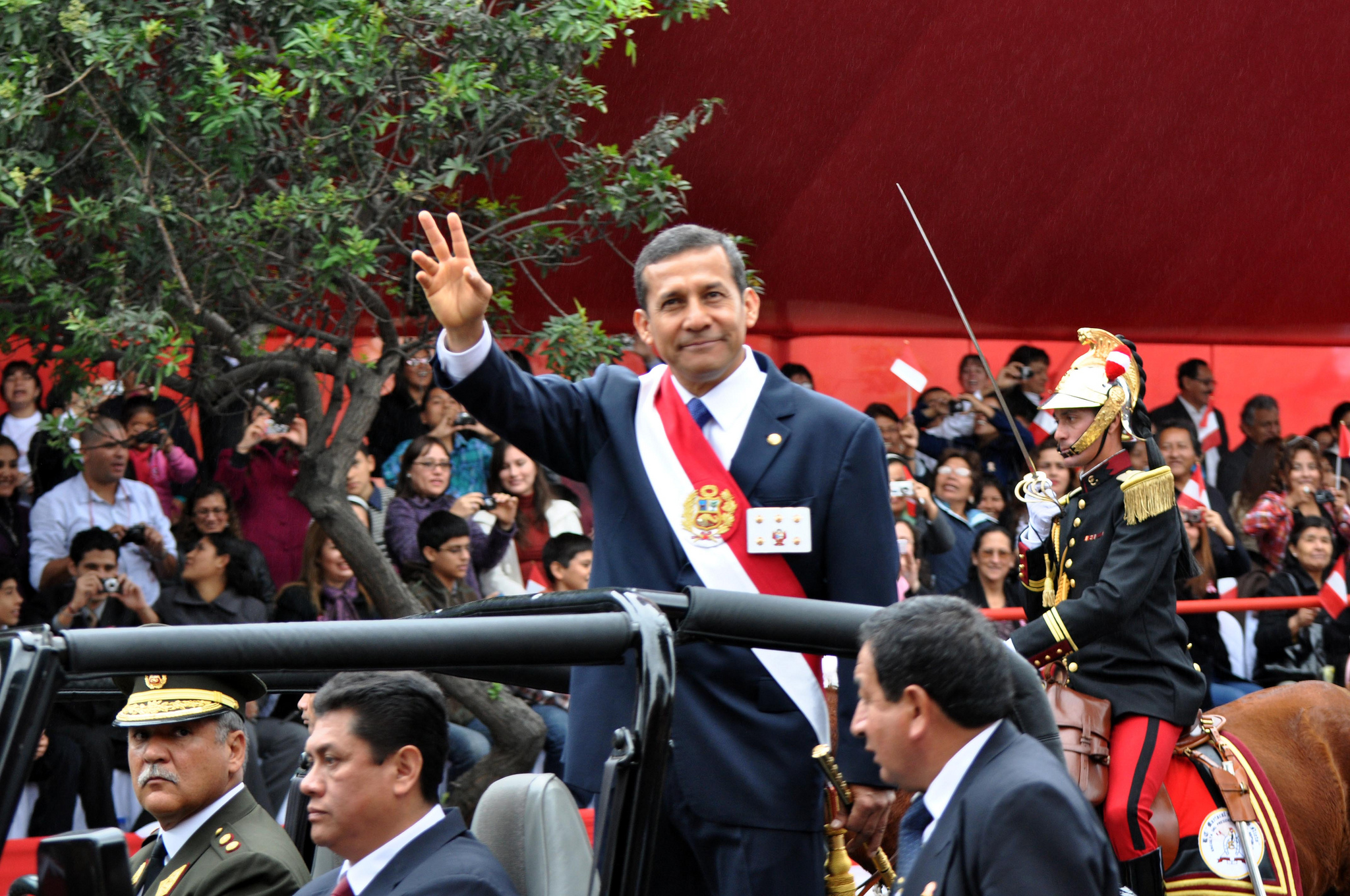
秘魯 奥良塔·乌马拉，总统
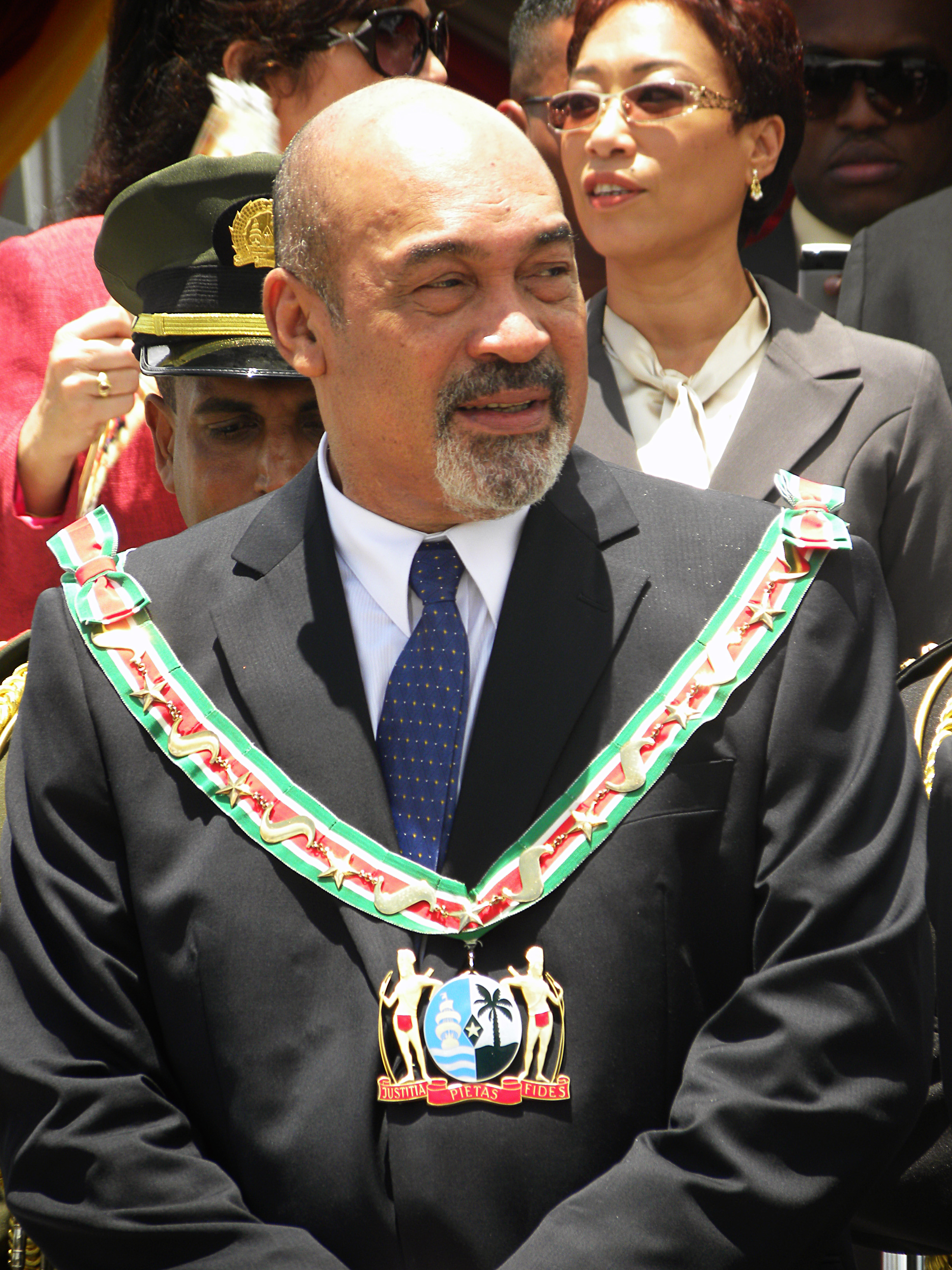
苏里南 德西·鲍特瑟，总统
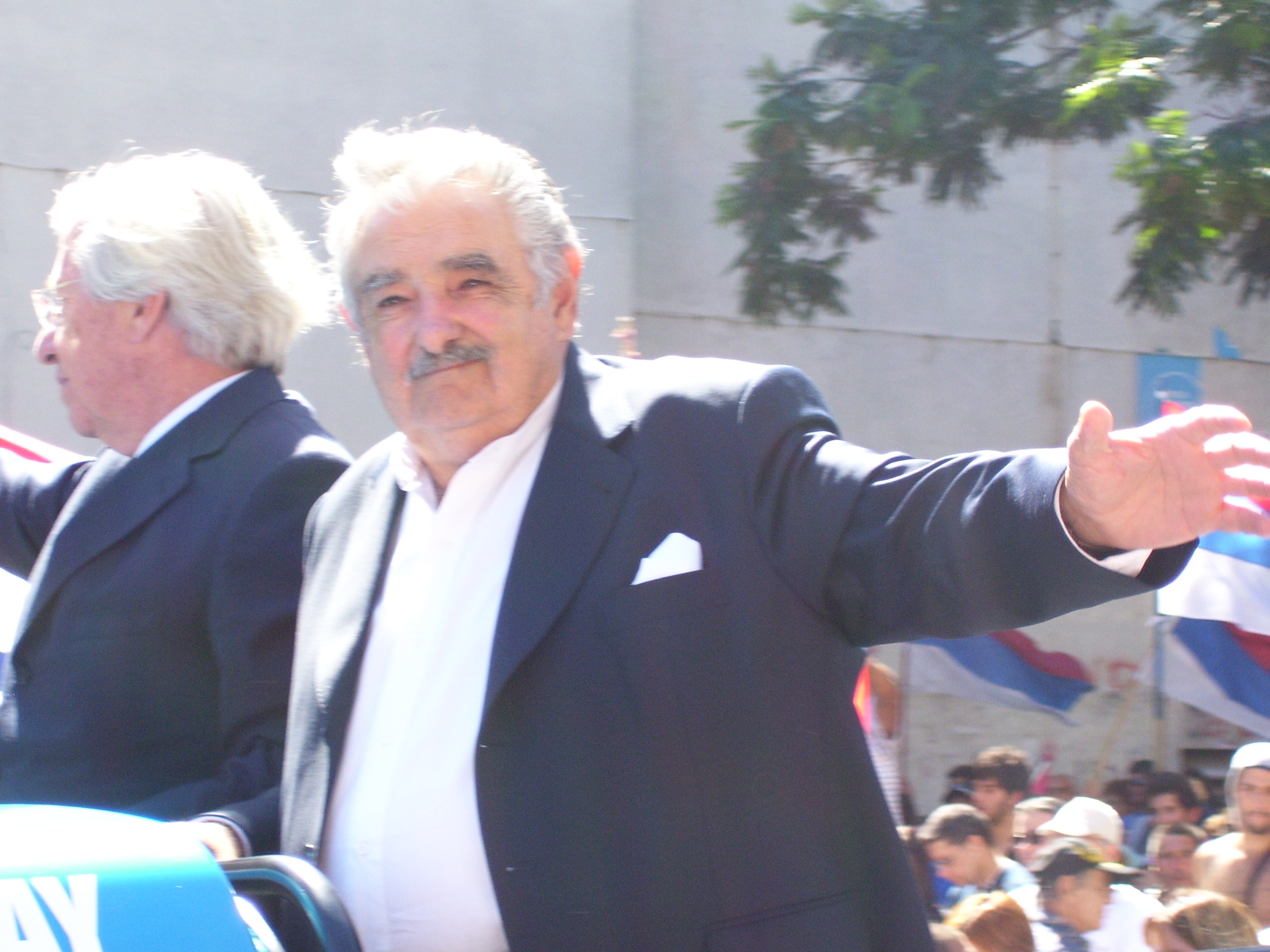
乌拉圭 何塞·穆希卡，总统
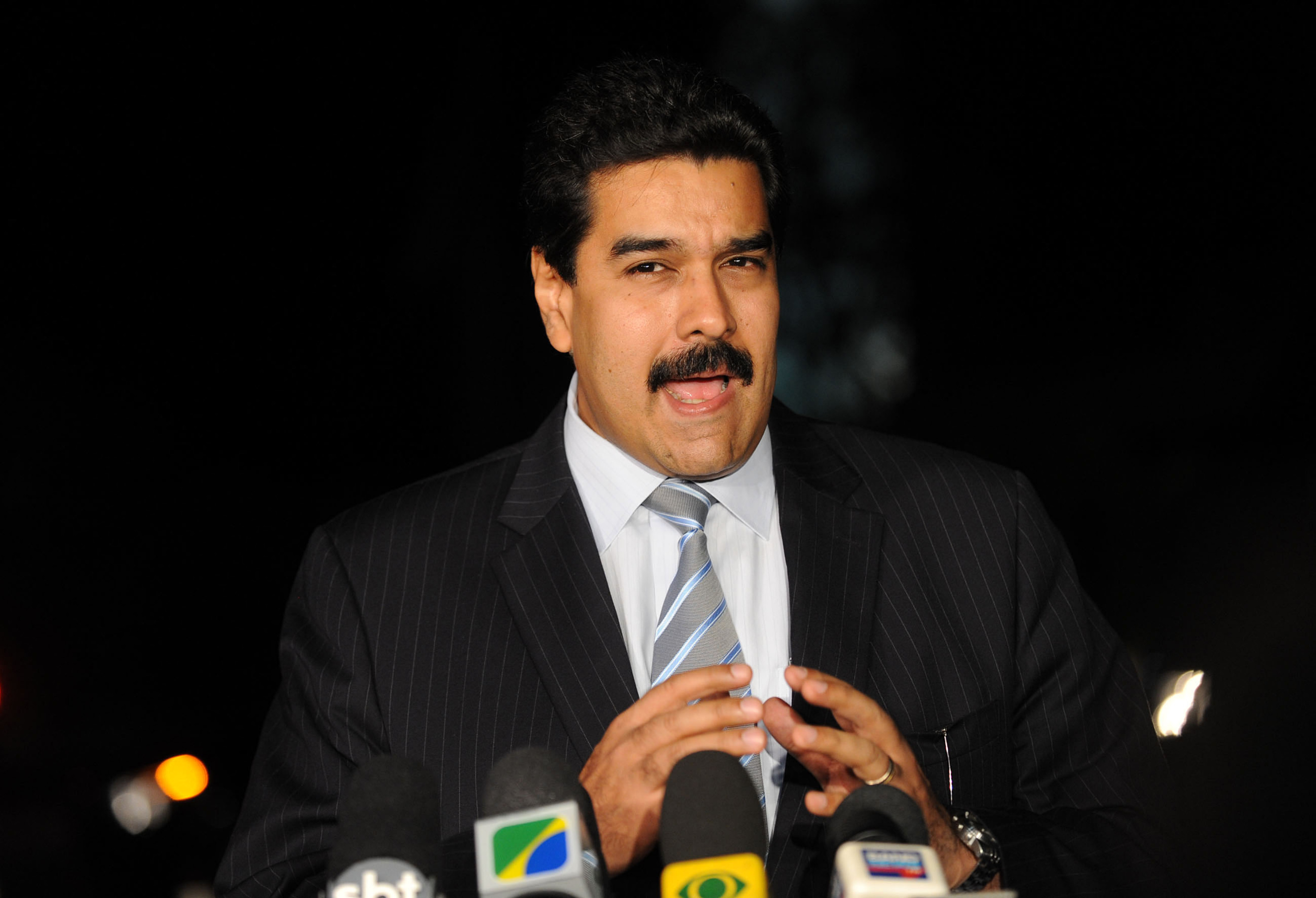
委內瑞拉 尼古拉斯·马杜罗，总统

## 事件

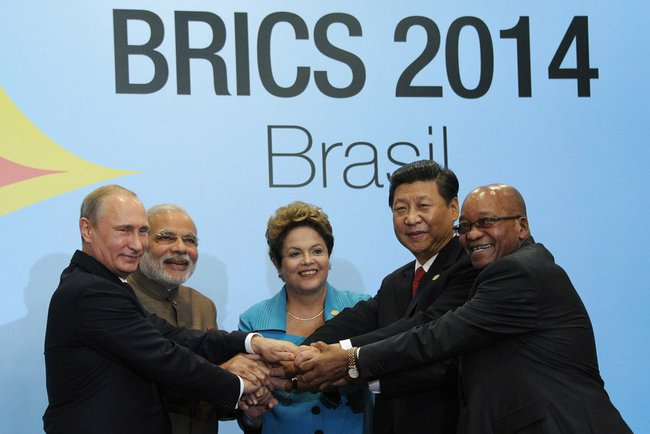
与会领导人合影

巴西总统迪尔玛·罗塞夫邀请金砖国家领导人前去观看2014年世界杯足球赛决赛。印度总理莫迪回应：“体育向世界各国传递友好精神和归属感，或许国际足联世界杯成为连接各国的桥梁！”

## 议程
金砖国家开发银行宣告成立。7月15日，组织签订了一份花1000亿美元建立开发银行，另用1000亿美元作储备资金的协议，同时签署了金砖国家出口信贷机构和创新合作协议文件。该组织的一份新闻稿写道：“我们仍对国际货币基金组织未能执行2010年改革感到失望，表示严重关切，这可能会对IMF的合法性、可信度和有效性产生负面影响。”同时将国际货币基金组织和世界银行视为对手。

### 反响
俄罗斯总统普京表示，本次峰会旨在消除美元依赖，加强国际法治：
在金砖国家里，我们看到了一整套与战略利益相吻合的措施。首先，改革国际货币和金融体系是各国共同意愿。目前的形势对金砖国家尤其是广大新兴经济体不利，我们应更为积极地参与IMF和世界银行的决策系统。国际货币体系本身在很大程度上取决于美元，准确地说，是美国当局的货币和金融政策。金砖国家就要改变这一点。

### 金砖国家-南美洲国家联盟峰会
金砖国家定于7月16日在巴西利亚与南美洲国家联盟领导人会晤。